# 青春年少 (电影)
《青春年少》（英語：Rushmore）是在1998年上映由魏斯·安德森执导的喜剧电影。电影讲述了古怪少年马克斯·费舍尔（詹森·舒瓦兹曼的电影处女作），和富商赫尔曼·布卢姆（比爾·莫瑞）的友谊，以及二人对小学教师露丝玛丽·克罗丝（奥莉维亚·威廉姆斯）共同的爱恋。 电影剧本由安德森和歐文·威爾森联合创作。电影原声带出自安德森的长期合作者马克·施瓦茨曼之手，并且极具特色地收录了60年代英国入侵时期数个乐队的作品。
这部电影帮助安德森和施瓦茨曼开启了他们的职业生涯，并且成功地为莫瑞拓展了作为一名优秀的独立电影演员的这份“第二职业”。《青春年少》获得了1999年独立精神奖的最佳导演和最佳男配角这两个奖项。同时，莫瑞还凭此片获得了金球奖最佳电影男配角提名。
《帝国杂志》在2008年将《青春年少》列在史上最伟大电影的第175位。四年后，本片位列《偏锋杂志》所评的20世纪90年代百大电影的第22位。 依据ShortList的排名，本片在史上最酷电影中排名第30位。

## 劇情
马克斯·费舍尔，一個成熟而又偏心的十五歲男孩，是侯斯頓私立學校拉什莫尔学院獲得奖学金的学生之一。他既是拉什莫尔学院最多課外活動的學生，亦是學術成績最差的學生。他幾乎將所有的時間都專注在課外活動上，對它們怎樣影響自己的成績只有些微關心。他亦因此與學校校長古根海姆博士發生衝突。
赫爾曼·布盧姆是一個愤世嫉俗的实业家。他對自己營運的一家市值達數百萬的公司不滿意。他對喪失婚姻感到沮喪，而兩個被他送入拉什莫尔学院的兒子因被他們的母親寵壞而成為粗野和死不悔改的孩子。赫爾曼賞識马克斯，兩人因此成為好友。马克斯賞識赫爾曼的成功，而赫爾曼對马克斯自信满满的态度留下了深刻印象。
露絲瑪麗·克羅絲是一個守寡的老師，她成為拉什莫尔学院成為一年級生的教師。她在身為拉什莫尔学院校友的丈夫死後到拉什莫尔学院執教。马克斯很快便對露絲瑪麗痴情，並多次嘗試追求她。露絲瑪麗最初容忍马克斯的舉動，後來對他對她明显的痴迷增加警惕。布盧姆嘗試說服马克斯露絲瑪麗並不值得煩惱，自己卻與露絲瑪麗墮入愛河。他們在马克斯不知情下開始交往。
馬克斯因嘗試在未經學校批准之下在水族館動工，而被拉什莫尔学院開除學籍。他被逼就讀公立格罗弗·克利夫兰高中，這是他首次入讀公立學校。他在新學校嘗試參與課外活動，结果喜忧参半。他的同學瑪嘉烈·楊打算追求他，但是他對她只有些許關注。布盧姆和露絲瑪麗決定在新校支持他。
終於，馬克斯因為向他的朋友德克說出他母親的謠言，而被他揭露出露絲瑪麗和布盧姆之間的關係作為報復。馬克斯和布盧姆兩人從此勢不兩立。他們作出報復，馬克斯先向布盧姆的妻子講述她丈夫的婚外情，導致布盧姆的婚姻破裂。之後，馬克斯在布盧姆的酒店房間內放置蜜蜂，而布盧姆則用他的車破壞馬克斯的單車，馬克思把布盧姆的車的刹车线剪斷，他因此而被拘捕。
事後，馬克斯決定放棄追求露絲瑪麗，並向布盧姆說他不再報仇，因為他知道即使他勝出，露絲瑪麗仍然只愛布盧姆。馬克斯變得沮喪，決定輟學並與世界隔離，並在父親工作的髮型屋成為學徒。一天，德克來到髮型屋，向馬克斯道歉，並向他送出聖誕禮物。德克建議他去醫院探望母校校長，他向馬克斯說布盧姆也在那裡。馬克斯和布盧姆相遇，對此感到親切。馬克斯發現露絲瑪麗已與布盧姆分手。馬克斯開始重返校園，他亦與瑪嘉烈建立友誼，馬克斯亦在他所作的話劇中擔任角色。
馬克斯將最後一個鏡頭投進露絲瑪麗上，假裝他遇上交通意外而受傷，以徵求她的愛情。當露絲瑪麗發現他只是假裝愛傷時，他的求愛舉動再次觸礁。馬克斯開始重新撮合露絲瑪麗和布盧姆。他第一次嘗試失敗，第二次嘗試時他邀請露絲瑪麗和布盧姆在他編劇的話劇中演出，以令他們在一起。露絲瑪麗和布盧姆最後復合，而馬克斯和瑪嘉烈亦成為一對戀人。

## 演員
- 詹森·舒瓦茲曼（Jason Schwartzman）飾演马克斯·费舍尔（Max Fischer）
- 比爾·莫瑞飾演赫爾曼·布盧姆（Herman Blume）
- 奧莉維亞·威廉姆斯（Olivia Williams）飾演露絲瑪麗·克羅絲（Rosemary Cross）
- 西摩·卡塞爾（Seymour Cassel）飾演伯特·费舍尔（Bert Fischer）
- 布萊恩·考克斯飾演尼尔森·古根海姆博士（Dr. Nelson Guggenheim）
- 梅森·甘寶（Mason Gamble）飾演德克·卡洛威（Dirk Calloway）
- 薩拉·田中（Sara Tanaka）飾演瑪嘉烈·楊（Margaret Yang）
- 康妮·尼爾森（Connie Nielsen）飾演卡洛威夫人（Mrs. Calloway）
- 盧克·威爾遜飾演彼得·弗林醫生（Dr. Peter Flynn）
- 斯蒂芬·麥可（Stephen McCole）飾演马格努斯·巴肯（Magnus Buchan）
- 库马尔·帕那那（Kumar Pallana）飾演利特卓恩先生（Mr. Littlejeans）

## 製作
魏斯·安德森和欧文·威尔森打算透過《青春年少》一片以建立他們自己的「如羅爾德·達爾的兒童書般稍微提高的現實」。如马克斯·费舍尔般，威尔森在十年級時被曾就讀的高中得克薩斯聖馬可中學開除。而安德森曾和马克斯一樣缺乏學術技能，並曾喜歡一個比自己年老的女人。兩人早在《脫線沖天炮》製作前數年已經開始編寫《青春年少》的劇本。他們知道他們想拍一部以如威尔森與他兩位兄長曾就讀的得克薩斯聖馬可中學，以及费舍尔曾就讀的，位處侯斯頓的聖約翰學校般的精英學校為背景的電影。片中亦提及M·B·拉玛尔高中。據導演所述，「其中一件對我們來說最吸引人的事是一個十五歲的小孩和一個五十歲的男人成為朋友兼同輩。」《青春年少》原由新線影業製作，但因導演不滿意預算，安德森、威尔森和監製巴里·孟德尔決定在1997年中旬將電影版權拍賣，並與後來成為華特迪士尼影業主席的乔·罗思達成交易。他向安德森、威尔森和孟德尔提供1000萬美元預算。

### 選角
安德森和威尔森構思布盧姆一角時，以比爾·莫瑞為原型，但懷疑他們能否將劇本交給他。莫瑞的經紀人是安德森首部電影《脫線沖天炮》的愛好者，他央求莫瑞閱讀《青春年少》的劇本。莫瑞讀完後表示喜歡這個劇本，他於是願意在領取標準工資及工作環境之下接拍《青春年少》，而安德森預計成本為9000美元。莫瑞被安德森和威尔森“精准”的写作吸引，並感覺電影有很多關於「在平凡痛苦的脸上保持礼貌和善良的爭扎。我一生中已經感受很多次了。」安德森給他看每一個場景详细的故事板，亦歡迎莫瑞的即興窍门。
在找到詹森·舒瓦茲曼飾演馬克斯·費舍爾一角之前，選角導演曾就該角色的選角考慮過在美國、加拿大和英國的1800名青少年。1997年10月，即電影開拍之前的一個月，其中一位選角導演在他表姐蘇菲亞·柯波拉的一次派對中遇見當時17歲的舒瓦茲曼。舒瓦茲曼穿著高中外套面試，並在面試中帶同自製的《青春年少》的補充資料。安德森幾乎因為找不到演員飾演馬克斯·費舍爾一角而不拍《青春年少》，但覺得舒瓦茲曼「雖然需要做馬克斯所做的所有糟糕事情，但能夠留住观众的忠诚度。」安德森本來將馬克斯一角定性為15歲的米克·贾格尔，由如澳洲電影《情挑玉女心》中「一个面色苍白、骨瘦如柴的孩子」的诺亚·泰勒飾演。當安德森遇見舒瓦茲曼後，舒瓦茲曼讓安德森想起德斯汀·荷夫曼，於是決定將馬克斯·費舍爾一角以德斯汀·荷夫曼為原型。安德森和舒瓦茲曼在拍攝時以手勢和身體語言述及角色。

### 主要拍攝
《青春年少》在1997年11月開始拍攝。在拍攝第一天，安德森以一個耳语向莫瑞傳遞訊息，以在拍攝他時不會令他感到尴尬。但是，莫瑞公开推迟安德森並拖走設備，而當迪士尼拒絕安德森七萬五千美元的直升機拍攝費撥款後，莫瑞給安德森一張空白的支票補償成本，最後該場景亦擱置拍攝。
據安德森所述，他想出一個開玩笑式建議－在英格蘭私立學校和底特律公立學校拍攝，以「获得最极端的可能变化」。電影在安德森成長的地方德克薩斯州侯斯頓拍攝。他的母校聖約翰學校用作片中拉什莫爾學院的外景。而拉马尔高中則用作片中公立學校格罗弗·克利夫兰高中的拍攝場地。在現實生活中，兩間學校就在彼此的對面。《休斯敦新闻》的理查德·康奈利說拉马尔高中「看起來像破败的贫民区学校。」很多場景亦在北岸高中拍攝。《青春年少》的宽屏、略带戏剧性的样子亦受羅曼·波蘭斯基的《唐人街》影響。安德森亦在此電影受《畢業生》和《哈洛與茂德》影響。

## 原聲帶
魏斯·安德森原本打算在電影原聲帶使用奇想樂團的歌曲，認為歌曲反映馬克斯响亮而愤怒的性质，亦反映出马克斯最初设想是英国交换生。但是，當安德森聽罷其他英國入侵時期的歌曲之後，逐渐演变成只有一首奇想樂團的歌曲被用作原聲帶歌曲。據安德森所述，「馬克斯經常穿宽松的外衣，而英國入侵的音樂就像穿宽松外衣的人製作的音樂，但仍然搖滾。」罗布·布伦纳在《娛樂周刊》的評論給予原聲帶唱片「A-」的評價，並表示:「如果你沒有看過電影，這張唱片沒有太大的意义。但對於看過電影並在步出戲院時唱出面子樂隊的《噢啦啦》的人來說，這是一張必備的唱片。」

## 發行
《青春年少》於1998年第25屆特柳赖德电影节，它是少數參展的由大型電影公司出品的電影之一，並獲觀眾和評論界的良好評價。其後電影在同年的紐約電影節和多倫多電影節上映時，亦成為評論界的大熱。《青春年少》在同年12月在紐約和洛杉磯上映，以趕及爭取奧斯卡金像獎的資格。

### 票房
《青春年少》在1998年12月11日在紐約和洛杉磯上映。一周內賺取票房43,666美元，31場上映中有18場的戲票售罄。翌年2月19日，又在美國全國764間戲院上映，首周票房為280萬美元。總票房收入為1710萬美元，低於2000萬美元預算。

### 評論界反應
評論界對《青春年少》有良好評價，並贏得大部份正面評價。在爛番茄中，它贏得百分之八十九「確認新鮮」評價，並基於102篇評論在10分中取得8.1分，達成「這部邪典电影是包含詹森·舒瓦茲曼和比爾·莫瑞奇怪地來到的精致、平衡度欠佳的老化故事表现。」的共識 。Metacritic亦基於31篇評論給予《青春年少》86分。
影評人大衛·卡爾在《每日新聞》中表示，《青春年少》是「一部宏伟的電影：1998年最佳和最美麗的電影」。《今日美國》在四星中給予《青春年少》三星，並形容比爾·莫瑞是「在他平衡度欠佳時最佳」。托德·麦卡锡在《綜藝》的評論中表示：「深焦、宽屏的组合具有不寻常的清晰度，增加了细节，并赋予了动作和卓越生动的幽默」。影評人罗杰·艾伯特在四星中給予《青春年少》兩星半，並表示：「安德森和威爾森是很好的另类电影制片人……但他們的電影看起來徘徊冲突的可能性：它的結構像喜劇，但有较暗的主题意味，我幾乎願望他們准許剧情带领他们进入这些阴影」。理查德·史可尔在《時代雜誌》的評論讚賞《青春年少》是「一部有時麻利、经常滑稽的小電影变成一个越来越绝望的杂耍行为，首先嘗試保留很多黑暗和高举沉重的感情元素，然後嘗試將它們帶回至以优美和令人满意的方式呈現。」
珍妮特·马斯林在《紐約時報》的評論表示，《青春年少》一片對残酷童年時的倾斜、爆笑回忆作出適當處理」。安东尼·奎恩在《獨立報》的評論中讚賞舒瓦茲曼「完美呈現角色的辛酸，他明白自己的失败，但未有情感资源来征服它们」。麗塔·堪培利在《華盛頓郵報》的評論讚賞舒瓦茲曼贏得「同情和馬克斯的大量情感，他成為西德尼·布盧門撒爾不容置疑」。《娛樂周刊》給予《青春年少》A級，並寫道：「安德森專注於精美的紀律電影製作，引入1960年代的英國入侵大熱……以加深定義馬克斯青少年時期的錯誤定位」。喬納森·羅森鮑姆在《芝加哥讀者報》的評論表示，「安德森和威爾森沒有共享注入更多塞林格的作品的階級勢力，但與塞林格的作品相似，他們向自己的角色心懷保護的勇氣，使它成為電影最大的力量，但同時是最大的弱點」。
安德森作為影評人寶蓮·凱爾的支持者，他安排了一場私人試映給她。事後她告訴安德森：「我真的不知道該怎麼製作這部電影」。對安德森來說，這是一個傷腦筋的經歷，但凱爾喜歡這部電影，並推薦給其他人觀看。安德森和詹森·舒瓦茲曼由洛杉磯飛到紐約，然後乘坐旅遊巴士回程以巡迴宣傳電影。巡迴宣傳於1999年1月21日開始，並經過11個美國城市。
《Time Out》紐約版影評人安德魯·詹森認為：「《青春年少》是一部關於界乎青少年和成人灰色地帶的凉风习习式喜剧。它在魏斯·安德森在《脫線沖天炮》承諾作出改善後所作的少許改善。感謝恆星的演出和導演的原創漫畫視覺，這是本年度（1998年）最佳電影之一……《青春年少》有受到《哈洛與茂德》和同期喜劇片的部份影響，但馬克斯的複雜性和電影中一組厚著臉皮的作品令它獨樹一幟。」

### 獎項及提名
《青春年少》獲提名兩項獨立精神獎，分別是魏斯·安德森獲提名最佳導演及比爾·莫瑞獲提名最佳男配角，並最終獲獎 。莫瑞亦獲提名金球獎最佳男配角。
比爾·莫瑞亦憑其演出獲得洛杉磯影評人協會最佳男配角，魏斯·安德森獲最佳新生代獎 。比爾·莫瑞之後又獲國家影評人協會和紐約影評人協會頒發最佳男配角獎。影評人大衛·安森將《青春年少》排在1998年最佳電影的第十位。《旋轉雜誌》表示《青春年少》是「年度最佳喜劇片」。
美國精彩電視台將《青春年少》排在「100部最趣電影」的第34位。《娛樂周刊》「1983年以來25部邪典電影—基本左翼電影大熱」25部現代愛情電影的第10位。
《青春年少》是美国电影学会2007年版AFI百年百大电影的400部提名電影之一。

## 家庭娛樂
博偉家庭娛樂在1999年6月29日發行沒有補充資料的版本。2000年1月18日發行由標準收藏發行，重新製作圖像和聲音以及各種附加功能的特別版，並加入魏斯·安德森、歐文·威爾森和詹森·舒瓦茲曼的聲音評述，以及包佔埃里克·蔡斯·安德森、安德森和莫瑞在《查理·羅斯》受訪片段的幕後紀錄片，以及在《絕世天劫》、《楚門的世界》和《戰略高手》的「改編」，以及1999年MTV電影大獎馬克斯·費舍爾扮演者的演出。
標準收藏藍光光碟於2011年11月22日發行。

## 外部連結
- 互联网电影数据库（IMDb）上《青春年少》的资料（英文）
- AllMovie上《青春年少》的资料（英文）
- 爛番茄上《青春年少》的資料（英文）
- Metacritic上《青春年少》的資料（英文）
- Box Office Mojo上《青春年少》的資料（英文）